# Ação de bloco cadente

Animação de um mecanismo
de ação de queda de bloco.

Ação de bloco cadente ou deslizante é um tipo de ação de arma de fogo de tiro único, na qual o bloco de retenção de metal sólido desliza verticalmente em ranhuras cortadas na culatra da arma e é acionado por uma alavanca.